# Corythalia clara
Corythalia clara är en spindelart som beskrevs av Chamberlin, Ivie 1936. Corythalia clara ingår i släktet Corythalia och familjen hoppspindlar. Inga underarter finns listade i Catalogue of Life.